# Viola polypoda
Viola polypoda är en violväxtart som beskrevs av Porphir Kiril Nicolai Stepanowitsch Turczaninow. Viola polypoda ingår i släktet violer, och familjen violväxter. Inga underarter finns listade i Catalogue of Life.